# Pogliano Milanese
Pogliano Milanese is een gemeente in de Italiaanse metropolitane stad Milaan (regio Lombardije) en telt 8214 inwoners (31-12-2004). De oppervlakte bedraagt 4,7 km², de bevolkingsdichtheid is 1957 inwoners per km².
De volgende frazioni maken deel uit van de gemeente: Bettolino.

## Demografie
Pogliano Milanese telt ongeveer 3108 huishoudens. Het aantal inwoners steeg in de periode 1991-2001 met 6,0% volgens cijfers uit de tienjaarlijkse volkstellingen van ISTAT.
| Jaar | Inwoneraantal |
| ---- | ------------- |
| 1991 | 7382          |
| 2001 | 7828          |

## Geografie
De gemeente ligt op ongeveer 127 m boven zeeniveau.
Pogliano Milanese grenst aan de volgende gemeenten: Lainate, Nerviano, Rho, Vanzago, Pregnana Milanese, Arluno.